# Matt Hedges
Matthew James Hedges (Rochester, Nueva York, EUA, 1 de abril de 1990) es un futbolista estadounidense. Juega de defensor.

## Biografía
Es el hijo de Jim Hedges y Donna Cobertura. Su hermana jugaba al fútbol en Wisconsin. Su madre jugó baloncesto en estado de Morehead y su padre jugaba al golf en Morehead State. Coberturas especializó en economía en Carolina.

## Trayectoria

### Inicios
Hedges jugó fútbol para Butler University entre 2008 y 2010, y en la Universidad de Carolina del Norte en 2011. Mientras jugaba para Butler, Hedges fue incluido en el segundo equipo All-America de la NSCAA en su tercer año, y fue nombrado Defensor del Año de la Horizon League tanto en su segundo como su tercer año. Luego de transferirse a Carolina del Norte fue nombrado Jugador Defensivo del Año de la ACC e incluido en el primer equipo All-America de la NSCAA. Anotó seis goles en la temporada y ayudó a los Tar Heels a conseguir el Campeonato Nacional de la NCAA en 2011 con un promedio de tan solo 0,69 goles en contra por partido.
Hedges también pasó un tiempo con el club Reading United de la USL Premier Development League  en 2010 y 2011, anotando 4 goles en 24 partidos.

### FC Dallas
FC Dallas seleccionó a Hedges en la primera ronda del Draft de la MLS en 2012 (No. 11 en la general). Hizo su debut profesional el 5 de abril de 2012 en la victoria 1-0 sobre el  New England Revolution. Anotó su primer gol en la temporada 2014 con un cabezazo en el minuto 90 frente a Sporting Kansas City para empatar el partido 1-1.

## Clubes
| Club       | País           | Año       |
| ---------- | -------------- | --------- |
| FC Dallas  | Estados Unidos | 2012-2022 |
| Toronto FC | Canadá         | 2022-2023 |
| Austin FC  | Estados Unidos | 2023-2024 |

## Palmarés

### Torneos nacionales
| Título                   | Equipo    | País           | Año  |
| ------------------------ | --------- | -------------- | ---- |
| Lamar Hunt U.S. Open Cup | FC Dallas | Estados Unidos | 2016 |
| MLS Supporters' Shield   | FC Dallas | Estados Unidos | 2016 |

## Selección nacional
Hedges fue convocado a la selección estadounidense por primera vez el 24 de enero de 2015, cuando fue incluido en la lista final de futbolistas que viajarían a Chile para un amistoso frente a la selección de ese país en Rancagua el 28 de ese mes, y para otro encuentro amistoso frente a Panamá en California días después. Hizo su debut en el segundo partido ingresando como suplente en el segundo tiempo.